# Rodney Kendrick
Rodney Kendrick (* 30. April 1960 in Philadelphia) ist ein amerikanischer  Jazzpianist, Komponist und Musikproduzent. Er gilt als „hart swingender“ Musiker mit „köstlichem, Monkhaften Witz und Drive.“

## Leben und Wirken
Kendrick wuchs in Miami in einer musikalischen Familie auf. Sein Vater, der Pianist Jimmy Kay Kendrick, begleitete lange Jahre Illinois Jacquet; seine Mutter war als Gospelsängerin tätig. Er spielte zunächst Schlagzeug, bevor er sich dem Klavier zuwendete. In den späten 1970er Jahren tourte er mit Harold Melvin & The Blue Notes, James Brown und George Clinton. 1981 wendete er sich dem Jazz zu und zog nach New York City, wo er bei Barry Harris studierte. Weitere Einflüsse waren Randy Weston und Sun Ra. In den nächsten Jahren begleitete er Musiker wie Freddie Hubbard, Stanley Turrentine, George Benson, Clark Terry oder J. J. Johnson. In den 1990er Jahren gehörte er sieben Jahre lang zum Trio Abbey Lincoln, fungierte für es als musikalischer Leiter und war an mehreren seiner Alben beteiligt. Daneben leitete er eigene Bands und veröffentlichte seit 1994 Alben unter eigenem Namen, auf denen Musiker wie Houston Person, Arthur Blythe, Bheki Mseleku oder Graham Haynes, in den letzten Jahren auch Randy Weston, seine Frau, die Sängerin und Schauspielerin Rhonda Ross, und sein Vater mitwirkten. Er nahm auch mit Frank Morgan, Bheki Mseleku, Jeffery Smith und Justin Robinson auf und komponierte für das 29th Street Saxophone Quartet, Justin Robinson und Lafayette Harris.

## Diskographische Hinweise
- Dance, World, Dance (Verve; 1995)
- No Dress Code (Polydor 1998)
- Thank You (2002)
- The Colors of Rhythm (impulse! 2014)